# Delia hystriocosternita
Delia hystriocosternita är en tvåvingeart som beskrevs av Hsue 1981. Delia hystriocosternita ingår i släktet Delia och familjen blomsterflugor. Inga underarter finns listade i Catalogue of Life.